# Pistonfoon
Een pistonfoon is een apparaat dat wordt gebruikt om de werking van een geluidsniveaumeter te controleren of te ijken.
De pistonfoon bestaat uit een zuiger (piston), die mechanisch wordt aangedreven. De zuiger beweegt met een vaste frequentie, meestal 250 Hz en met een vaste amplitude. De ronde zuiger zit aan een zijde van een cilindrische holte. Aan de andere zijde wordt de microfoon ingebracht, waarbij het volume tussen de zuiger en de microfoon goed wordt afgedicht.
Het zo ontstane afgesloten volume wordt door de zuiger van de pistonfoon samengedrukt en weer ontlast. Onder de aanname dat dit een adiabatisch proces is kan het geluidsdrukniveau in het gesloten volume worden berekend op basis van de algemene gaswet. Daarbij wordt gecorrigeerd voor de heersende atmosferische druk.
Daarmee is de geluidsdruk die de pistonfoon in de cilindrische holte veroorzaakt exact bekend en kan de werking van de microfoon worden gecontroleerd. De nauwkeurigheid van een goede pistonfoon ligt rond de 0,1 dB. De frequentie van 250 Hz wordt meestal gebruikt omdat het gedrag van de microfoon in dit frequentiegebied over het algemeen vlak is, zodat kleine afwijkingen in de frequentie geen effect hebben op de ijking.
Het geluidsniveau van pistonfonen is in het algemeen hoog (bijvoorbeeld 124 dB), zodat de ijking ook kan plaatsvinden in een lawaaiige omgeving, vlak voordat de meting plaatsvindt.